# Luigi Lablache

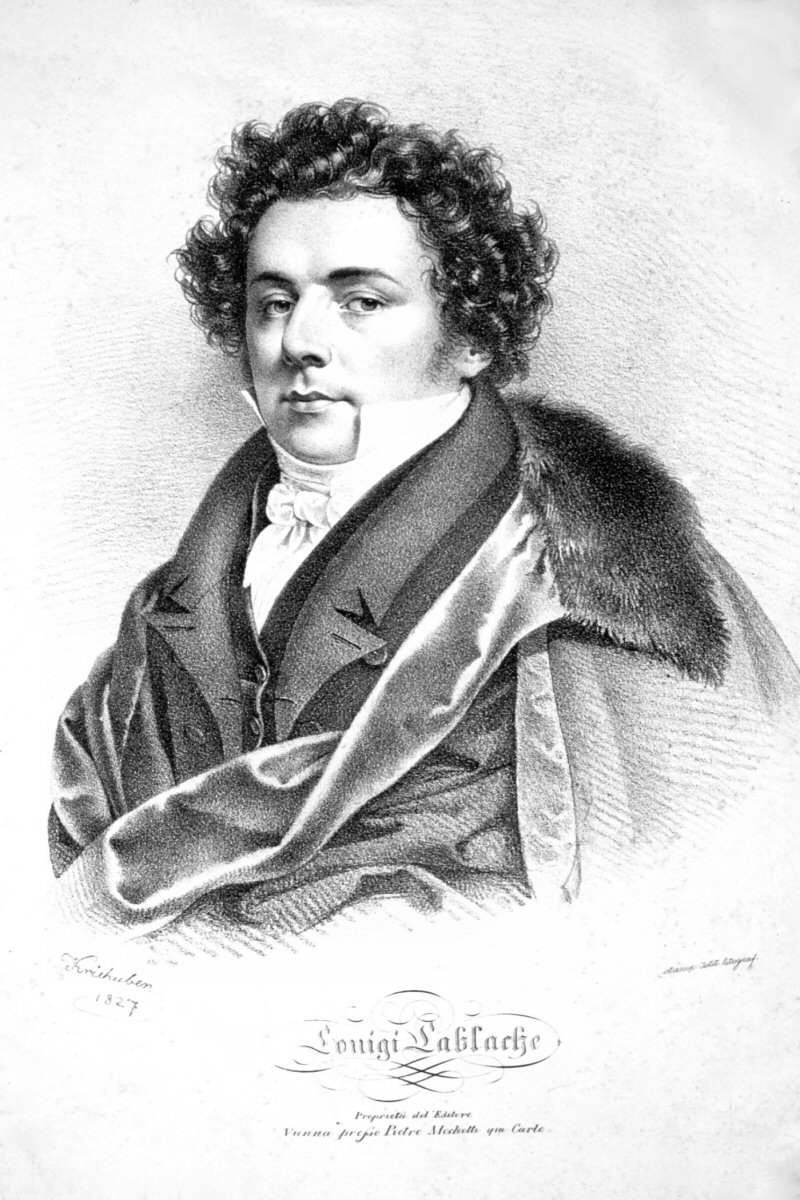
Luigi Lablache, litografi av Joseph Kriehuber, 1827.

Luigi Lablache, född 6 december 1794, död 23 januari 1858, var en italiensk operasångare.
Lablache, som var av fransk grevlig härstamning, kom 1806 till konservatoriet i Neapel och började 1812, sedan rösten utvecklats till en mäktig sonor bas, sjunga i komiska dialektoperor. Senare utbildade han sig för stora operor på riksspråket och blev sin tid och en av alla tiders största bassångare. Hans stämma, som prisats för sin enastående klang, styrka och böjlighet, var liksom hans ytterst livfulla och dramatiska framställning lika uttryckfull i de lätta buffapartierna osm i det seriösa facket. Lablache har utgett Méthode de chant.